# Vene bronșice
Venele bronșice sunt vase mici care colectează sângele din bronhiile mari și din structurile de la rădăcinile plămânilor.Partea dreaptă se drenează în vena azygos, în timp ce partea stângă se drenează în vena intercostală superioară stângă sau vena hemiazygos accesorie.Venele bronșice fac astfel parte din circulația bronșică, transportând deșeurile departe de celulele care constituie plămânii. 
Venele bronșice sunt omonime ale arterelor bronșice. Cu toate acestea, ele transportă doar ~ 13% din fluxul sanguin al arterelor bronșice.  Sângele rămas este transportat la inimă prin venele pulmonare.  